# 第3教育団
第3教育団（だいさんきょういくだん、JGSDF 3rd Training Brigade）は、陸上自衛隊相浦駐屯地（長崎県佐世保市）に駐屯していた陸上自衛隊の教育団の一つで2013年（平成25年）3月25日に廃止された。

## 沿革
- 1959年（昭和34年）8月13日：第3教育団が別府駐屯地において編成完結。

1. 第3教育団本部および第111教育大隊が別府駐屯地に新編。
2. 第8新隊員教育隊を第2教育連隊（相浦駐屯地）へ改編。

- 1962年（昭和37年）8月9日：第113教育大隊が都城駐屯地から国分駐屯地へ移駐。
- 1969年（昭和44年）8月1日：部隊移駐・改編。

1. 第3教育団本部が別府駐屯地から相浦駐屯地へ移駐。
2. 第2教育連隊（相浦駐屯地）を第118教育大隊に改編。

- 1999年（平成11年）3月29日：団改編。

1. 第111教育大隊（別府駐屯地）を廃止。
2. 第118教育大隊隷下の第336共通教育中隊（相浦駐屯地）を廃止。

- 2004年（平成16年）3月30日：車両教育隊を第118教育大隊に編入。
- 2007年（平成19年）3月：第118教育大隊隷下の第325共通教育中隊（相浦駐屯地）を廃止。
- 2013年（平成25年）3月25日：第3教育団（相浦駐屯地）が西部方面混成団に改編に伴い廃止。

## 廃止時の部隊編成
特記あるもの以外はすべて、相浦駐屯地に所在していた。
- 第3教育団本部
  - 総務科
  - 訓練科
  - 管理科「3教団-本」
- 第113教育大隊「113教-本」（国分駐屯地）：主に一般曹候補生（男子）前期課程および予備自衛官補（熊本県、大分県、宮崎県、鹿児島県および沖縄県在住者）を担当
  - 第321共通教育中隊「113教-321」
  - 第322共通教育中隊「113教-322」
  - 第338共通教育中隊「113教-323」
- 第118教育大隊「118教-本」：主に一般曹候補生前期課程および自衛官候補生課程を担当
  - 第323共通教育中隊「118教-323」
  - 第324共通教育中隊「118教-324」
  - 車両教育隊「118教-車教」
- 第5陸曹教育隊「5曹教-本」
  - 共通教育中隊「5曹教-共」
  - 普通科教育中隊「5曹教-普」
  - 特科教育中隊「5曹教-特」
  - 上級陸曹教育中隊「5曹教-上」

## 歴代の第3教育団長
| 代 | 氏名                   | 在任期間              | 出身校・期          | 前職                                                            | 後職                                                |
| -- | ---------------------- | --------------------- | ------------------- | --------------------------------------------------------------- | --------------------------------------------------- |
| 01 | 中山忠雄               | 1959.8.13 - 1963.3.15 | 陸士43期・ 陸大51期 | 第3特科群本部付 →1961.7.1 陸将補昇任                            | 陸上自衛隊通信学校長 兼 久里浜駐とん地司令          |
| 02 | 豊島俊夫               | 1963.3.16 - 1965.3.15 | 海兵60期            | 第2師団副師団長 兼 旭川駐とん地司令 →1963.7.1 陸将補昇任        | 第2教育団長 兼 善通寺駐とん地司令                   |
| 03 | 山田政次               | 1965.3.16 - 1967.7.16 | 陸士46期・ 陸大55期 | 防衛大学校教授 →1965.7.1 陸将補昇任                             | 陸上幕僚監部付 →1968.7.1 退職                       |
| 04 | 藤原環                 | 1967.7.17 - 1969.3.16 | 陸士49期・ 陸大60期 | 陸上自衛隊幹部候補生学校副校長 兼 企画室長                      | 第4師団司令部付 →1970.1.1 退職                      |
| 05 | 安元至誠               | 1969.3.17 - 1971.3.15 | 海兵65期            | 第8師団副師団長 兼 北熊本駐とん地司令                           | 第4師団司令部付 →1971.12.20 退職                    |
| 06 | 近藤雅之               | 1971.3.16 - 1973.3.15 | 陸士52期            | 西部方面総監部幕僚副長                                          | 陸上幕僚監部付 →1973.4.1 退職                       |
| 07 | 押尾精一               | 1973.3.16 - 1974.7.15 | 陸士53期            | 第2師団副師団長 兼 旭川駐とん地司令                             | 陸上幕僚監部付 →1975.1.1 退職                       |
| 08 | 寺本弘                 | 1974.7.16 - 1975.7.15 | 陸士54期            | 統合幕僚学校副校長 →1974.7.1 陸上幕僚監部付                     | 陸上自衛隊幹部学校付 →1976.2.1 停年退官（陸将昇任） |
| 09 | 柳幸男                 | 1975.7.16 - 1977.3.15 | 陸士56期            | 東部方面総監部幕僚副長                                          | 陸上自衛隊関西地区補給処長 兼 宇治駐とん地司令      |
| 10 | 平井登                 | 1977.3.16 - 1979.3.15 | 陸航士58期          | 第8師団司令部幕僚長 →1977.5.1 陸将補昇任                        | 西部方面総監部付 →1979.4.1 退職                     |
| 11 | 三上博康               | 1979.3.16 - 1980.3.16 | 海兵74期            | 東部方面総監部幕僚副長                                          | 自衛隊体育学校長                                    |
| 12 | 林寅三郎               | 1980.3.17 - 1981.3.15 | 松江高校 昭和24年卒 | 陸上自衛隊幹部候補生学校副校長 兼 企画室長                      | 陸上幕僚監部付 →1981.7.1 退職                       |
| 13 | 田邉悟                 | 1981.3.16 - 1982.8.1  | 関西大学 昭和27年卒 | 東北方面総監部調査部長                                          | 陸上自衛隊輸送学校長                                |
| 14 | 平山誠                 | 1982.8.2 - 1983.7.31  | 熊幼47期・ 4期幹候  | 第3師団副師団長 兼 千僧駐屯地司令                               | 陸上幕僚監部付 →1983.12.20 退職                     |
| 15 | 谷脇憲司               | 1983.8.1 - 1986.3.16  | 浪速大学 昭和28年卒 | 自衛隊沖縄地方連絡部長                                          | 陸上幕僚監部付 →1986.7.1 退職                       |
| 16 | 松下政昭               | 1986.3.17 - 1988.3.15 | 明治大学 昭和31年卒 | 陸上自衛隊幹部候補生学校副校長 兼 企画室長 →1987.7.7 陸将補昇任 | 退職                                                |
| 17 | 三橋國利 （1等陸佐）   | 1988.3.16 - 1990.3.31 | 防大2期             | 陸上自衛隊施設学校副校長 兼 企画室長                            | 退職（陸将補昇任）                                  |
| 18 | 国谷裕 （1等陸佐）     | 1990.4.1 - 1991.7.31  | 防大4期             | 陸上自衛隊幹部学校主任研究開発官                                | 退職（陸将補昇任）                                  |
| 19 | 小袋正次郎 （1等陸佐） | 1991.8.1 - 1993.7.31  | 防大6期             | 自衛隊京都地方連絡部長                                          | 退職（陸将補昇任）                                  |
| 20 | 藤井建吉 （1等陸佐）   | 1993.8.1 - 1996.7.31  | 防大7期             | 第1混成団副団長                                                 | 退職（陸将補昇任）                                  |
| 21 | 泉芳憲 （1等陸佐）     | 1996.8.1 - 1997.7.31  | 防大8期             | 陸上自衛隊幹部学校総務部長                                      | 退職（陸将補昇任）                                  |
| 22 | 佐藤和美 （1等陸佐）   | 1997.8.1 - 1998.7.31  | 防大10期            | 神町駐屯地業務隊長                                              | 退職（陸将補昇任）                                  |
| 23 | 志水民明 （1等陸佐）   | 1998.8.1 - 2000.11.30 | 防大12期            | 陸上自衛隊幹部候補生学校学生隊長                                | 退職（陸将補昇任）                                  |
| 24 | 上松大八郎 （1等陸佐） | 2000.12.1 - 2002.7.31 | 防大14期            | 情報本部分析部副部長                                            | 陸上自衛隊輸送学校長                                |
| 25 | 谷川孝司 （1等陸佐）   | 2002.8.1 - 2003.11.30 | 京都大学            | 東北方面総監部装備部長                                          | 退職（陸将補昇任）                                  |
| 26 | 川口洋市 （1等陸佐）   | 2003.12.1 - 2005.7.27 | 防大17期            | 第6師団司令部幕僚長                                             | 第3師団副師団長                                     |
| 27 | 大塚敏郎 （1等陸佐）   | 2005.7.28 - 2006.12.5 | 防大17期            | 自衛隊熊本地方連絡部長                                          | 退職（陸将補昇任）                                  |
| 28 | 中野陽一郎 （1等陸佐） | 2006.12.6 - 2008.3.31 | 防大21期            | 第4師団司令部幕僚長                                             | 退職（陸将補昇任）                                  |
| 29 | 宮本修一 （1等陸佐）   | 2008.4.1 - 2010.3.31  | 防大21期            | 陸上自衛隊富士学校機甲科部副部長                                | 退職（陸将補昇任）                                  |
| 30 | 北村昌也 （1等陸佐）   | 2010.4.1 - 2011.3.31  | 防大23期            | 情報本部電波部副部長                                            | 第5旅団副旅団長 兼 帯広駐屯地司令                   |
| 31 | 藤田穣 （1等陸佐）     | 2011.4.1 - 2013.3.25  | 生徒20期・ 防大25期 | 第3教育団副団長                                                 | 第11旅団司令部付 →2013.4.1 第11旅団副旅団長         |

## 参考資料
- 別府駐屯地沿革
- 基地の現況（その2.自衛隊） (PDF)